# Södermanlands runinskrifter 194
Runinskrift Sö 194 är en runsten som står i Brösicke, Ytterselö socken och Strängnäs kommun, Selebo härad i Södermanland. Den står utmed Brösickes avtagsväg, söder om Ytterselö kyrka och öster om uthusen vid Brösicke gård.

## Stenen

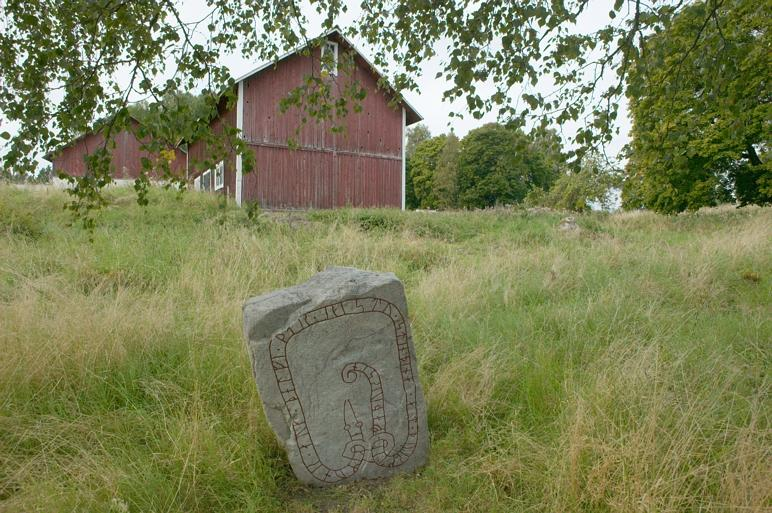
Stenens placering i en ängsbacke vid Brösicke gård

Stenen som är av grå granit har en rektangulär form och ristades på 1000-talet efter Kristi födelse. Ornamentiken består av en runorm sedd i fågelperspektiv och dess hals och svans är i basen låsta med en kringla.

## Inskriften
Nusvenska: "Ingemund och Tjälve de reste denna sten efter Torkel, sin fader."

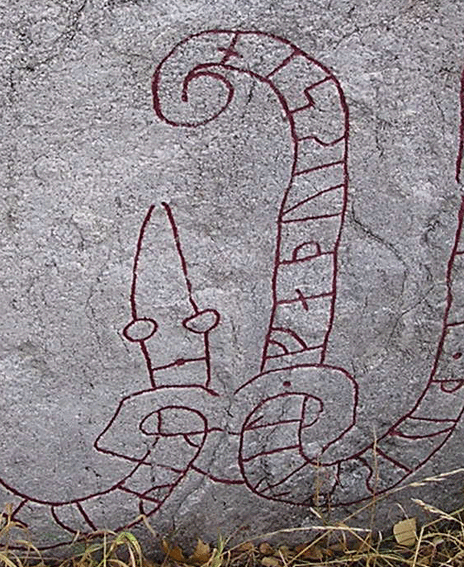
Detalj av den kopplade runslingan